# 플러스 원 (2013년 영화)
《플러스 원》(영어: +1 혹은 영어: Plus One 또는 Shadow Walkers)은 2013년 공개된 미국의 SF 공포 스릴러 영화이다.

## 출연진
- 리스 웨이크필드
- 로건 밀러
- 애슐리 힌쇼
- 내털리 홀
- 수잰 뎅걸, 콜린 뎅걸
- 애덤 데이비드 톰프슨
- 크리시 체임버스
- 해나 커설카
- 로다 그리피스 (크레디트 미기재)

## 기타 제작진
- 총괄 제작: 가이 보섬
- 배역: 로라 로즌솔
- 세트: 니콜 러블롱크
- 의상: 캐럴 비들
- 분장: 에리얼 톨키
- 음향 감독: 톰 에핀저
- 조감독: 스콧 러자